# Kanaal naar Beverlo
Kanaal naar Beverlo är en kanal i Belgien.   Den ligger i provinsen Limburg och regionen Flandern, i den nordöstra delen av landet, 70 km öster om huvudstaden Bryssel.
Runt Kanaal naar Beverlo är det i huvudsak tätbebyggt. Runt Kanaal naar Beverlo är det tätbefolkat, med 511 invånare per kvadratkilometer.